# Кумская Долина
Ку́мская Доли́на — посёлок в Левокумском районе (муниципальном округе) Ставропольского края России.

## География
Расстояние до краевого центра: 194 км.
Расстояние до районного центра: 19 км.

## История
В 1972 году Указом Президиума ВС РСФСР посёлок Бургун-Маджарского винсовхоза переименован в Кумская Долина.
До 16 марта 2020 года посёлок был административным центром упразднённого Бургун-Маджарского сельсовета.

## Население
| 1989 | 2002  | 2010  | 2014  | 2022  |
| ---- | ----- | ----- | ----- | ----- |
| 1188 | ↗1298 | ↘1155 | ↘1100 | ↘1011 |

По данным переписи 2002 года, в национальной структуре населения преобладают русские (93 %). По данным переписи 2020 года в национальной структуре населения даргинцы составляли 1,54 %

## Инфраструктура
- Социально-культурный центр
- Библиотека. Открыта в 1962 году[10]

## Образование
- Детский сад № 5
- Средняя общеобразовательная школа № 5. Открыта 1 сентября 1966 года[11]

## Религия
- Троицкий старообрядческий храм. Построен в 1966 году[12]

## Люди, связанные с посёлком
- Бабенко  Андрей  Прокофьевич (1930) - бывший преподаватель школы № 5,  награждён  орденом  «Знак  Почёта»[13]

## Курьёзы
В романе Терри Пратчетта «Шмяк!» присутствует Кумская Долина:
«Странные события происходят в Анк-Морпорке в преддверии дня Кумской Долины. Этот день — знаменательная историческая дата, которую отмечают два самых крупных расовых сообщества города — тролли и гномы. Кумская Долина — узкая и каменистая долина в Овцепикских горах, по которой протекает своенравная река Кум».